# Niphabryna granulosus
Niphabryna granulosus är en skalbaggsart som beskrevs av Franz 1972. Niphabryna granulosus ingår i släktet Niphabryna och familjen långhorningar. Inga underarter finns listade i Catalogue of Life.